# Les Petits Chanteurs à la Croix de Bois
Les Petits Chanteurs à la Croix de Bois (PCCB; traduït al català, els Petits Cantors de la Creu de Fusta) és un cor juvenil procedent de París que des de 2014 però té la seua seu a Autun (Borgonya) a França.
Fundat com una escola de cant l'any 1907.
Els PCCB han protagonitzat milers de concerts i han inclòs música secular i tradicional al seu repertori; han actuat a la televisió francesa, fins i tot en col·laboració amb Vincent Niclo i altres artistes populars, també en el concert per Notre-Dame de París i han visitat auditoris estrangers com ara Seül (Corea) en diverses ocasions.
L'escola dels PCCB ofereix formació professional de veu i de música així com formació curricular completa de confessió catòlica.

## Història
La història dels PCCB comença a l'Abadia de Tamié (Savoia) on dos estudiants retirats, Pierre Martin i Paul Berthier (1884-1953), decideixen crear un mestratge amb nois, d'orígens humils i populars, que anirien a les esglésies franceses per redescobrir les meravelles de la música sacra.
L'any 1924 comencen les primeres actuacions fora de territori francès. El 1940 la seu del cor se desplaça a Lió però el 1943 torna a París.
Enmig de la guerra mundial, el 1942, canten als camps de presoners d'Alemanya.
L'abat Roger Delsinne succeeix l'any 1963 a l'abat Fernand Maillet, continuant el seu treball fins a 1978.
El grup ha tingut directors com Bernard Houdy (1992), Rodolphe Pierrepont, Véronique Thomassin, Clothilde Sébert i Hugo Gutiérrez (2014).

## Discografia
- Noël (1995)
- Il était une fois...[10] (2011)
- Comme un chant d'Espérance[11][12] (2019)
- Chantons Noël! (2021)
- Messe brève (2022)